# Облога Риги (1656)
Облога Риги — одна з подій російсько-шведської війни 1656–1658. Армія царя Олексія Михайловича, оточила Ригу, але зрештою була змушена зняти облогу міста. Причиною зняття облоги стало зволікання союзної Данії, флот якої не зміг забезпечити морську блокаду міста.

## Облога
При наближенні російських військ до міста шведський командувач Магнус Делагарді вирішив залишити другорядні стіни і відступити за міські укріплення. У короткі терміни російські солдати та стрільці звели земляні укриття від обстрілу шведів. Після зведення фортифікацій війська піддали Ригу інтенсивному артилерійському обстрілу. Крім чавунних ядер і гранат, місто обстрілювали запальними снарядами. За свідченням полонених і перебіжчиків, артилерійський обстріл міста, справляв важке враження на жителів.
Однак становище гарнізону значно полегшувалося тим, що не вдалось забезпечити блокаду міста з моря. Не виправдалися надії на допомогу данського флоту, а спроби захоплення шведських фортів, що прикривали гирло Двіни, і використати сили власної флотилії, закінчилися провалом.
12 вересня до шведського гарнізону прибули перші підкріплення в кількості 1400 солдатів. Слідом за цим цар скликав військову раду, де поставив питання про можливість негайного взяття фортеці приступом і доцільності подальшої облоги. Найстаріший офіцер-іноземець, генерал Аврам Леслі, і більшість полковників висловили обґрунтовані сумніви, і через кілька днів почалася підготовка евакуації облогового корпусу.
До 2 жовтня 1656 евакуація облогової армії була практично завершена.